# حلم متفجر!
حلم متفجر! هي سلسلة مانغا يابانية أنشأت في يناير 2015 من تأليف بوشيرود. تتحدث عن حفل فرقة موسيقية. والتي أنشأ منها عدة سلاسل مانغا في فبراير 2015، وأنمي مقتبس من إنتاج أو إل إم مع بوشيرود وزيبيك، والتي بدأ عرضها من يناير 21، 2017.

## وصلات خارجية
- الموقع الرسمي
- الموقع الرسمي

- الموقع الرسمي